# كين نيكولاس
كين نيكولاس (بالإنجليزية: Ken Nicholas)‏ هو لاعب كرة قدم بريطاني، ولد في 3 فبراير 1938 في نورثامبتون في المملكة المتحدة، وتوفي في 24 مارس 2007. لعب مع تونبريدج أنغلز ونادي أرسنال ونادي غيلفورد سيتي ونادي واتفورد.